# Ligne 68 du tramway de Marseille
Pour les articles homonymes, voir Ligne 68.
La ligne 68 était la seule ligne subsistante du réseau de tramway de Marseille avant 2007. Elle fut ouverte en 1893 et fut fermée pour rénovation  en 2004, ce qui permit par la suite la mise en place du nouveau réseau du Tramway de Marseille. Elle fut l'une des trois dernières lignes de tramway à résister à la politique du "tout automobile" et du "tout autobus" en France. Les deux autres se trouvent à Saint-Étienne et Lille.

## Histoire

### Création et évolution
L'histoire de cette ligne débute en Décembre 1893 lors de son ouverture. Initialement exploitée par la Compagnie du chemin de fer de l'Est-Marseille, elle relie la gare Noailles (dite Gare de l'Est) au cimetière St Pierre.
Le matériel PCC remplaça les vieilles rames dans les années 1968-1969. La ligne ne fut pas entièrement supprimée et déferrée, pour de multiples raisons :
1. Le tunnel de Noailles au bout du Boulevard Chave ne permettait pas le passage de deux autobus en double sens.
2. Des politiques de rajeunissement du matériel et de la ligne furent entreprises car la ligne disposait d'une fréquentation régulière. Dans les années 70, avant l'avènement du métro, cette ligne supportait la plus forte fréquentation du réseau

Lors de l'inauguration de la deuxième ligne de métro, le terminus du tunnel Noailles fut légèrement déplacé pour permettre une correspondance directe avec le métro.

### Suppression

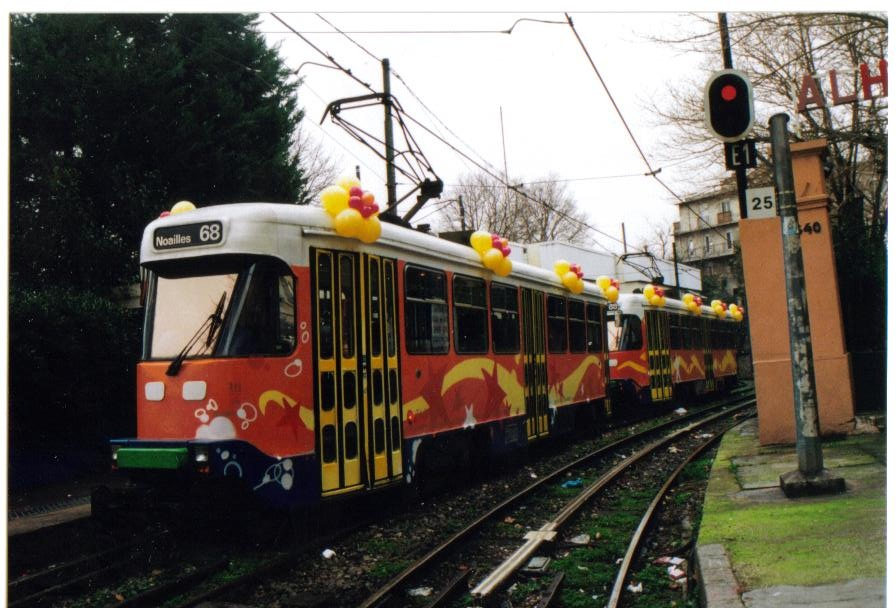
La dernière circulation du 68

En 2004, la ligne 68 fut interrompue dans le but de la rénover et de créer la future ligne T1 du nouveau réseau tramway marseillais. Deux années de travaux furent nécessaires pour une ouverture aux voyageurs en 2007. Lors de cette rénovation, le tunnel de Noailles est passé de deux à une seule voie, car les nouveaux trams, plus larges, n'auraient pu s'y croiser, et la ligne fut prolongée jusqu'aux Caillols, dans le 12e arrondissement marseillais.
Deux jours de fêtes furent organisés autour du tramway 68 en janvier 2004 avant sa disparition. Deux rames PCC furent redécorées à cette occasion.

## Infrastructure

### Caractéristiques générales
- L'écartement des rails était de 1435 mm.
- 16 rames de type PCC . À partir de 1984 ces rames ont été modernisées et ont circulé systématiquement en unités multiples. 3 motrices supplémentaires (TB 17 à 19) ont été commandées à cette occasion.
- En site propre de Blancarde à Saint-Jean du Désert (tranchée Fraissinet) et en site partagé de Blancarde jusqu'au tunnel de Noailles.

### Le tunnel de Noailles

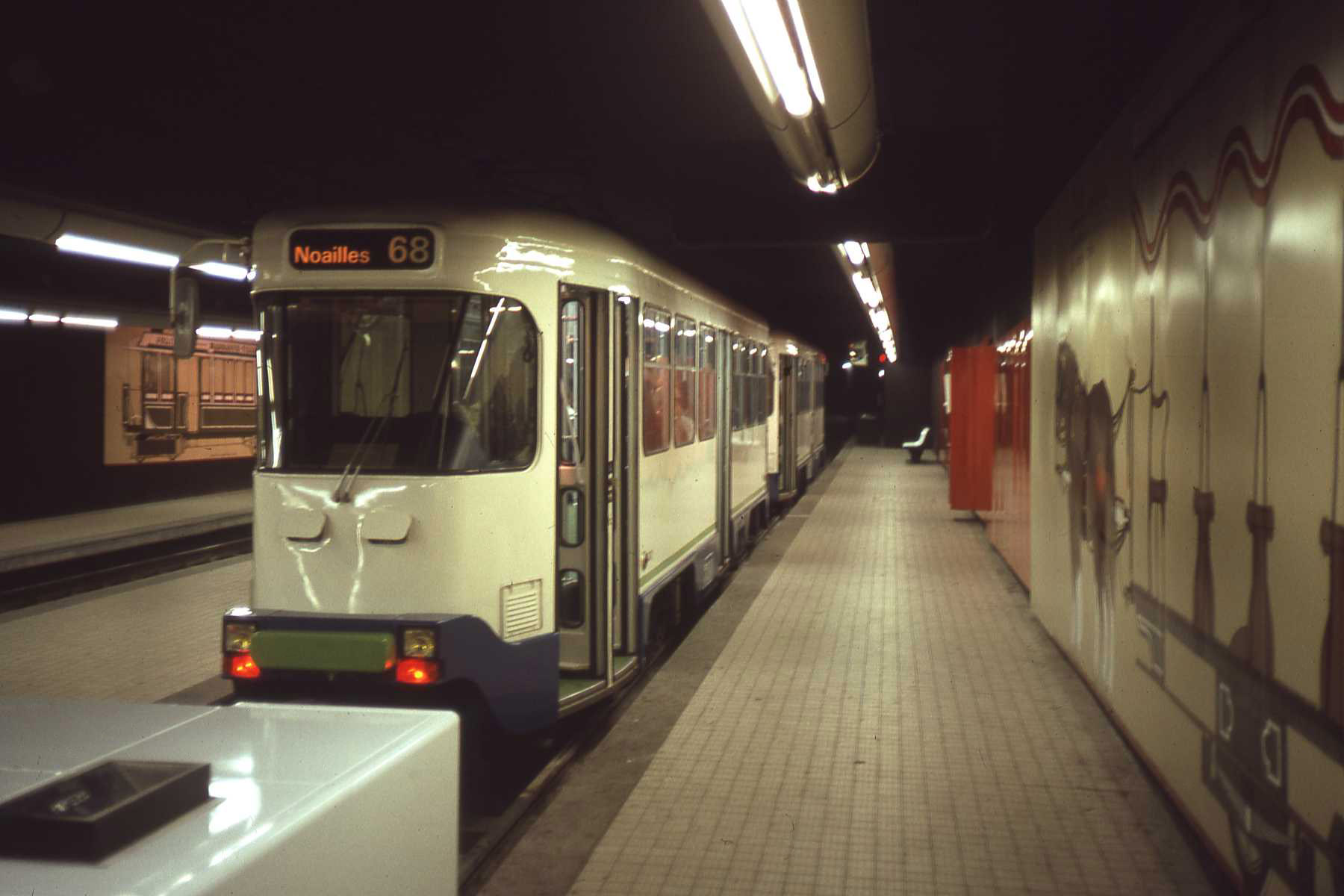
Une rame au terminus Noailles

Ce tunnel d'une longueur d'environ 700 mètres fut construit en même temps que la ligne (fin XIXe siècle). Il permit ainsi aux tramways de l'époque (à traction à vapeur) de ne pas effectuer la montée et la descente de la colline Saint-Michel. Cette dernière constitue un obstacle naturel entre le Boulevard Chave venant de Blancarde et la gare de l'Est située à proximité de la Canebière.
Dans un premier temps la ligne était à l'écartement métrique. Elle fut transformée pour la voie normale lors de l'électrification de la ligne.
La ligne a toujours été à double voie, seul un court tronçon de quelques dizaines de mètres, à l'entrée du tunnel de Noailles, était à voie unique jusqu'à la fin des années 30.
Lors de sa construction, pour ne pas toucher aux fondations des immeubles, il fut décidé de construire le tunnel en suivant le profil des rues en surface. La légende locale veut que les équipes de chantier aient attaqué sur deux fronts ce tunnel et eurent beaucoup de mal à se retrouver, d'où le profil tortueux. En réalité, le tunnel suit très précisément les rues Sibié et des Trois Mages.